# (36702) 2000 RC18
2000 RC18 (asteroide 36702) é um asteroide da cintura principal. Possui uma excentricidade de 0.12393700 e uma inclinação de 8.89826º.
Este asteroide foi descoberto no dia 1 de setembro de 2000 por LINEAR em Socorro.